# مهتومدی (مینه‌سوتا)
مهتومدی، مینه‌سوتا (به انگلیسی: Mahtomedi, Minnesota) یک شهر در ایالات متحده آمریکا است که در شهرستان واشینگتن واقع شده‌است.

## خصوصیات
مهتومدی ۱۴٫۹۲ کیلومترمربع مساحت و ۷٬۶۷۶ نفر جمعیت دارد و ۳۰۳ متر بالاتر از سطح دریا واقع شده‌است.